# Astronesthes oligoa
 Astronesthes oligoa és una espècie de peix de la família dels estòmids i de l'ordre dels estomiformes.

## Hàbitat
És un peix marí i d'aigües tropicals.

## Distribució geogràfica
Es troba a l'Atlàntic oriental central: 21° 23′ N, 35° 11′ W.